# Límites de inflamabilidad

de Inflamabilidad (LII) es la concentración mínima de gas en el aire por debajo de la cual el fuego no es posible.

Límite Superior de Inflamabilidad (LSI) es la máxima concentración de gas en el aire por encima de la cual el fuego no es posible. Los límites de inflamabilidad establecen la proporción de gas y aire necesario para que se produzca la combustión, mediante un límite superior y otro inferior.
Existen dos límites de inflamabilidad:
- El Límite Inferior de Inflamabilidad (LII) es la concentración mínima de gas en el aire por debajo de la cual el fuego no es posible.
- Límite Superior de Inflamabilidad (LSI) es la máxima concentración de gas en el aire por encima de la cual el fuego no es posible.

Por debajo del LII, se considera que la mezcla es "demasiado pobre" para arder, por encima del LSI, es "demasiado rica" para arder.
Para determinar los límites de inflamabilidad de una mezcla de gases, puede utilizarse la ecuación de Le Chatelier-Coward.
En el caso de un motor de explosión, se dice que el motor 'se ahoga' por tener demasiada concentración de combustible (superado el LSI) y no arranca.